# Thomas Johnston
Thomas „Tom” Johnston, CH (ur. 2 listopada 1881 w Kirkintilloch, zm. 5 września 1965) – szkocki polityk, członek Partii Pracy, minister w rządach Ramsaya MacDonalda i Winstona Churchilla.

## Życiorys
Wykształcenie odebrał w Lenzie Academy oraz na Uniwersytecie Glasgow. W 1906 był jednym z założycieli lewicowego dziennika „Forward”. W 1922 został wybrany do Izby Gmin jako reprezentant okręgu Stirling and Clackmannan Western. Miejsce w parlamencie utracił po przegranych wyborach powszechnych w październiku 1924, ale odzyskał je po wyborach uzupełniających w okręgu Dundee w grudniu tego roku. W 1929 powrócił do okręgu Stirling and Clakcmannan Western.
Po powrocie Partii Pracy do władzy w 1929 został podsekretarzem stanu w Ministerstwie ds. Szkocji. W marcu 1931 został Lordem Tajnej Pieczęci. Ze stanowiska tego zrezygnował w sierpniu tego roku, w proteście przeciwko utworzeniu rządu narodowego. W październiku przegrał wybory parlamentarne i ponownie znalazł się poza Izbą Gmin. Do jej ław powrócił po wyborach 1935. Wcześniej, w 1932, bez powodzenia startował w wyborach uzupełniających w okręgu Dunbartonshire. W kwietniu 1939 został mianowały komisarzem obrony cywilnej w Szkocji. 12 lutego 1941 otrzymał tekę ministra ds. Szkocji i pozostał na tym stanowisku do maja 1945.
Johnston zrezygnował z miejsca w Izbie Gmin w 1945. W późniejszych latach był przewodniczącym wielu szkockich organizacji, m.in. Szkockiej Narodowej Komisji Leśnictwa (1945–1948) i Rady Elektrowni Wodnych Północnej Szkocji (1946–1959). Od 1951 do końca życia był również kanclerzem Uniwersytetu Aberdeen. Zmarł w 1965.